# Epiglottale vibrant
De epiglottale vibrant is een medeklinker. Bij het uitspreken van deze medeklinker wordt het strottenhoofd omhoog gebracht en de farynx belemmerd, waardoor het strotklepje gaat trillen in plaats van de stembanden. De klank is gerelateerd aan de aryepiglottale vibrant.
Epiglottale medeklinkers zijn vaak allofoon trillend, en in sommige talen is de vibrant de primaire vorm van deze medeklinkers. De epiglottate vibrant kent geen officieel symbool in het Internationaal Fonetisch Alfabet, maar in literatuur wordt vaak het teken ᴙ (omgekeerde [ʀ], gelijk aan de Cyrillische Я) gebruikt om de klank weer te geven.
In enkele omschrijvingen van het noordelijke dialect van het Haida wordt de term "faryngale vibrant" gebruikt om te refereren aan de epiglottale vibrant.
Deze pagina bevat fonetische informatie in het IPA, die in sommige browsers mogelijk niet correct wordt weergegeven.
Waar symbolen in paren voorkomen, vertegenwoordigt het rechter teken een stemhebbende medeklinker. Gearceerde gebieden bevatten medeklinkers die worden beschouwd als onuitspreekbaar.
Zie ook: IPA, Klinkers